# Honda RA272
El Honda RA272 es un monoplaza de Fórmula 1 diseñado por Honda para la Temporada 1965 de Fórmula 1. Fue el primer automóvil japonés en ganar en Fórmula 1, logrando la victoria en el Gran Premio de México de 1965 tras haber liderado cada vuelta con el piloto Richie Ginther. La victoria se produjo solo dos años después de que Honda comenzara a producir autos de carretera y fue la primera de 89 victorias para los autos de Fórmula 1 con motor Honda.

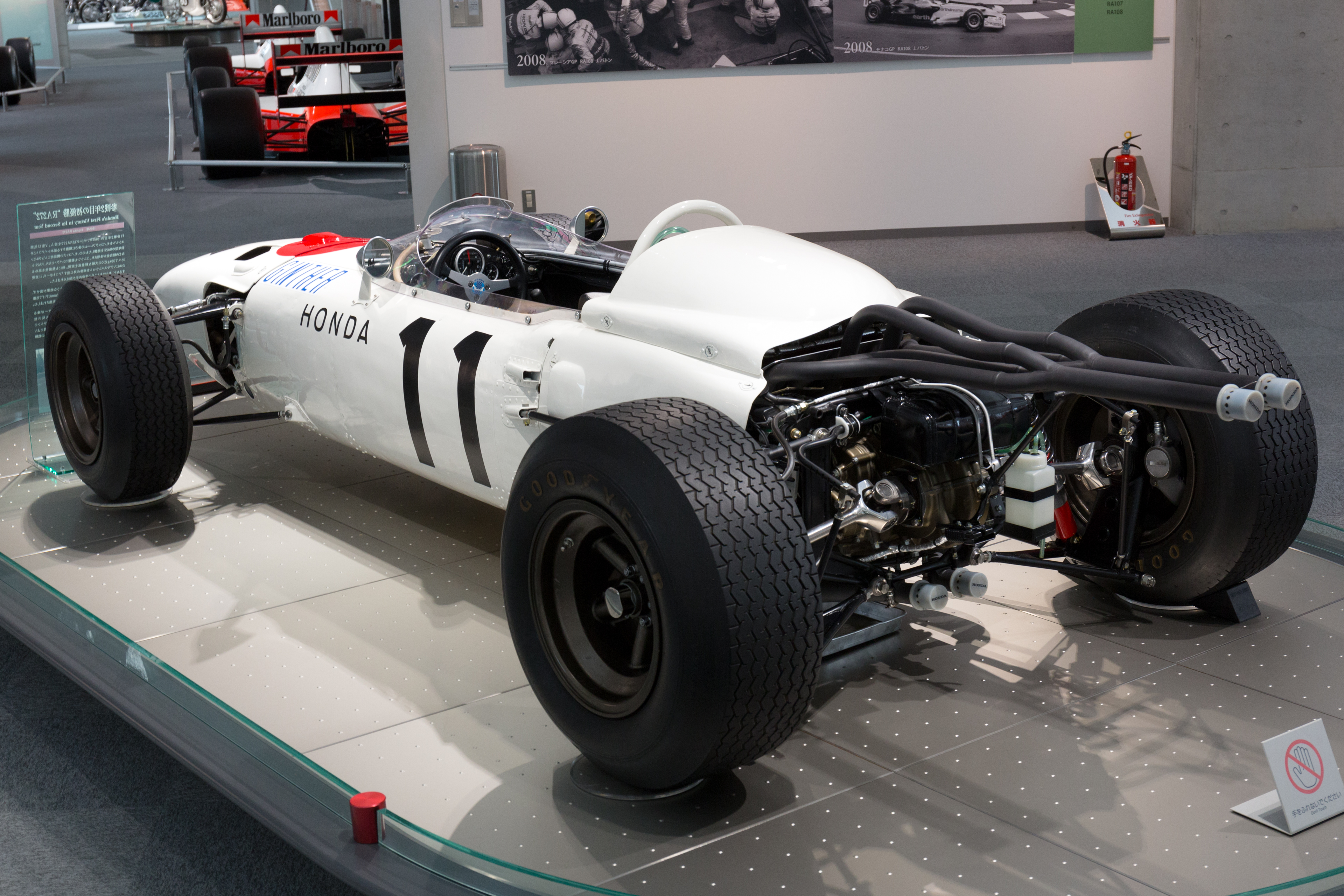
Vista trasera del monoplaza.

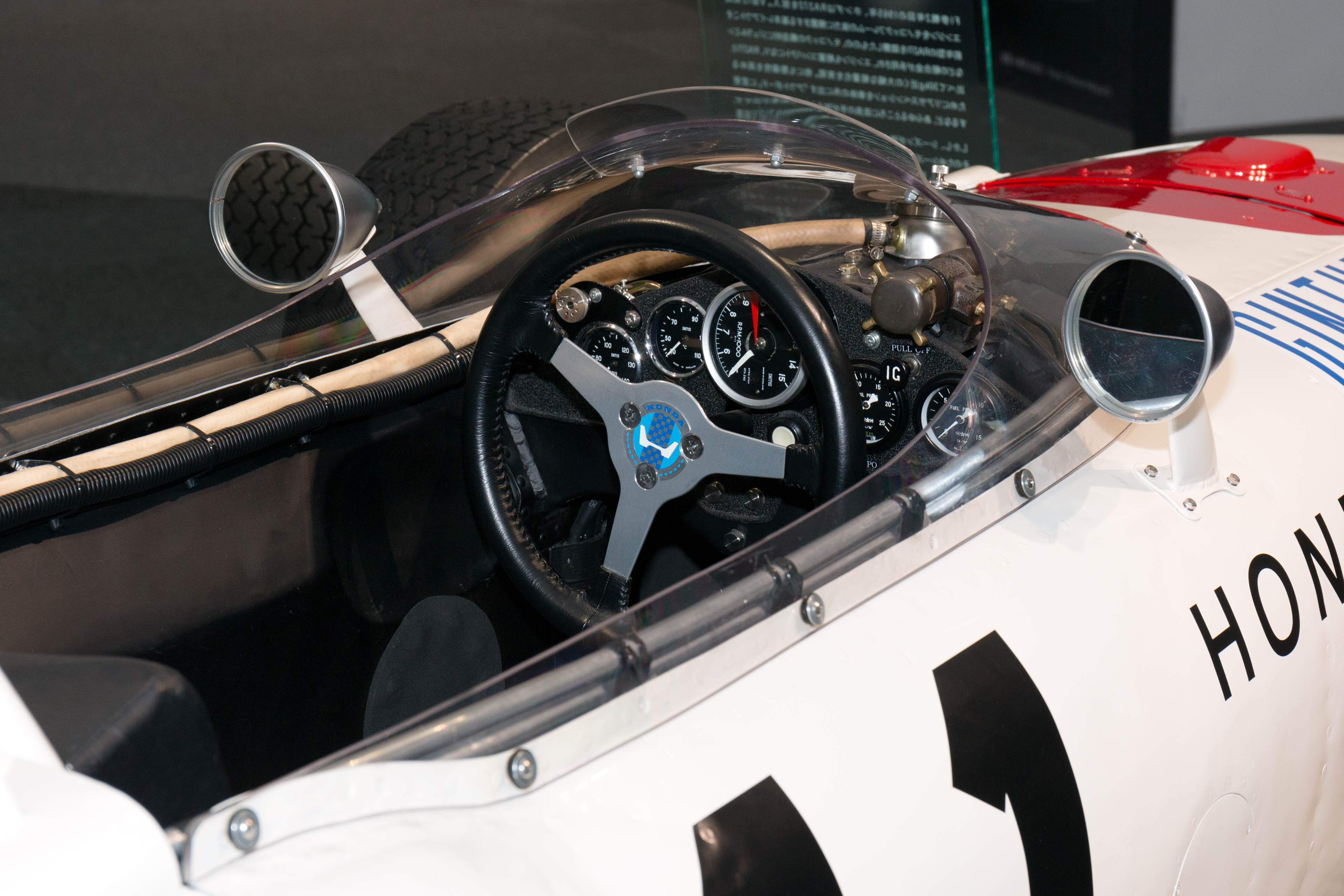
Vista del habitáculo.

Una evolución del primer automóvil de la compañía en ingresar a la Fórmula 1, el RA271 del año anterior, el RA272 se destacó por su motor V12 de 1.5 litros técnicamente avanzado, denominado RA272E, que era el motor más poderoso en el deporte en ese momento. Además de la victoria en México, el auto también logró clasificarse entre los tres primeros en cuatro de las ocho carreras en las que participó.